# Cláusula de salvaguardia
Se define como cláusula de salvaguardia  a las disposiciones adicionales que se incluyen en los tratados comerciales  entre países,  acuerdos comerciales entre empresas y acuerdos laborales entre empresas y trabajadores en los convenios colectivos que se firman.
Mediante la cláusula de salvaguardia pueden quedar en suspenso tales acuerdos si se han alterado de forma significativa las condiciones en las que se pactaron y que impidan su cumplimento a alguna de las partes por ser extremadamente lesivos para sus intereses. Las cláusulas de salvaguardia establecen los procedimientos que deberán ser observados en su aplicación, así como el alcance y las condiciones de las medidas que puedan ser adoptadas.

Las cláusulas de salvaguardia facilitan la ejecución de los acuerdos alcanzados y por ello su supervivencia, coadyuvando en la buena marcha del proceso de integración. Al contar con el respaldo de la salvaguardia, los países se sienten proclives a aceptar los acuerdos con las ventajas y concesiones convenidas, asumiendo las obligaciones que de ellos derivan, confiados en que podrán poner en orden eventuales efectos no queridos o no previstos inicialmente

## Cláusulas de salvaguardia de la Organización Internacional del Comercio (OMC)
Los acuerdos internacionales de liberación del comercio internacional que se negocian y acuerdan en la OMC (Organización Mundial del Comercio)  es posible distinguir cinco tipos de cláusulas de salvaguardia:
- las que se aplican a productos agropecuarios (Artículo 5 del Acuerdo sobre la Agricultura)
- las salvaguardia de transición (Artículo 6 del Acuerdo sobre los Textiles y el Vestido)
- las tres diferentes salvaguardia incluidas en el Acuerdo General sobre Aranceles y Comercio (GATT de 1994), que reconoce razones de balanza de pagos, motivos de desarrollo y perjuicios graves (Artículos XII, XVIII y XIX, respectivamente).

## Cláusulas en los convenios colectivos
Es común que en los convenios colectivos que regulan las relaciones laborales de un sector o empresa, se establezcan estas cláusulas al objeto de proteger a las partes frente a alteraciones no previstas al tiempo del acuerdo. Entre las mismas las más frecuentes son las que protegen a los trabajadores frente a la disminución de los índices de referencia para fijar sueldos y salarios.